# Газы-газы
Газы-газы или Газ-газы (азерб. Qazı-qazı) — азербайджанский народный хороводный танец-игра, один из видов танца яллы. Распространён на территории Нахичеванской Автономной Республики Азербайджана. Является самым массовым и продолжительным из всех видов яллы.

## Этимология
Название танца, как предполагает музыковед Байрам Гусейнли, происходит от слова «газ» (азерб. qaz), означающего «утку». Так, в конце второй части танца, танцоры крепко держатся за руки, затем каждый перебрасывают свою правую ногу на руку и на одной ноге идут яллы. Такое хореографическое действие напоминает гусиный шаг.

## Музыкальная характеристика
Музыкальный размер — 6/8. Темп — медленный (Andante), умеренный (Moderato) и скорый (Allegro). Лад — шур.

## Исполнение
«Газы-газы» танцуют только мужчины. Держась за мизинцы рук на уровне груди, танцующие выстраиваются в ряд. Предводитель танца («яллыбаши») и замыкающий («аягчи») держат в руках трость, которым наказывают «виновного». Танец состоит из трёх частей: медленного, среднего и быстрого. Все действия «яллыбаши» должны быть выполнены в точности. В противном случае танцор наказывается тростью. В начале танца исполнители выстраиваются в линию, затем, во время исполнения, образуют круг. Начинается этот яллы тяжёлыми и торжественными шагами.
«Газы-газы» сопровождается пением и исполнением на музыкальных инструментах. С самого начала танца по конец исполнителей сопровождают играющие на зурне музыканты. Они обходят танцующих и стоят по середине круга, который образуют танцоры. В первой части танца исполнители одновременно поют хором.
Эта игра-яллы является одним из самых распространённых и любимых в народе в Нахичеванской Автономной Республике. В Шахбузском районе игра-яллы «Газ-газы» также сохранила элементы пантомимы.

## В репертуаре танцевальных коллективов
Танец, наряду с другими видами яллы («Эл хавасы» , «Шарур» , «Дорд аягы» , «Нахичеван яллысы», «Кочари», «Тэнзэрэ») исполнялся танцевальной группой «Яллы» из Ильичевского района, которая собирала все забытые песни и танцы «яллы», чтобы возродить их, и которым руководила народная артистка Азербайджанской ССР Амина Дильбази.